# Sciapus adumbratus
Sciapus adumbratus är en tvåvingeart som först beskrevs av Becker 1902.  Sciapus adumbratus ingår i släktet Sciapus och familjen styltflugor. Inga underarter finns listade i Catalogue of Life.